# Petr Bolek
Petr Bolek (* 13. června 1984, Ostrava) je český fotbalový brankář a bývalý mládežnický reprezentant, od července 2012 hráč klubu FC Viktoria Plzeň, od září 2017 na hostování v FK Baník Sokolov. Jeho fotbalovým vzorem je francouzský brankář Fabien Barthez. Mimo Česko působil na klubové úrovni na Slovensku a v Turecku.

## Klubová kariéra
S fotbalem začínal v Baníku Ostrava. V prvním mužstvu se neprosadil, nastupoval pouze za rezervu. Před sezonou 2003/04 přestoupil do Slovanu Liberec. Ani v Liberci nenastupoval za první tým, a proto hostoval v jiných mužstvech. Postupně hrál za FC Hlučín, 1. FC Slovácko a slovenský ViOn Zlaté Moravce. Po půlročním neúspěšném pobytu v tureckém celku Kasımpaşa SK přestoupil na začátku roku 2010 do slovenské klubu FK Senica. V sezónách 2010/11 a 2011/12 byl vyhlášen nejlepším brankářem slovenské ligy. Byl i na testech v anglickém klubu Newcastle United, ale trenér Alan Pardew se rozhodl Bolka neangažovat.

### FC Viktoria Plzeň
V létě 2012 přestoupil do Viktorie Plzeň, kde podepsal tříletou smlouvu.

#### Sezona 2012/13
Sezónu Gambrinus ligy 2012/13 završil ziskem ligového titulu, Plzeň si udržela na konci dvoubodový náskok před největším konkurentem Spartou Praha. V ročníku odchytal 3 ligová utkání, bylo to v prvních třech ligových kolech postupně 29. července 2012 proti Hradci Králové (výhra 3:0), 5. srpna proti Vysočině Jihlava (remíza 1:1) a 12. srpna proti Zbrojovce Brno (prohra 2:3). Po tomto zápase jej trenér Pavel Vrba přestal v lize nasazovat a ročník dochytal Matúš Kozáčik.

#### Sezona 2013/14
V odvetě šestnáctifinále Evropské ligy 2013/14 27. února 2014 proti FK Šachtar Doněck nahradil zraněnou brankářskou jedničku Matúše Kozáčika a podal famózní výkon, byl trvale v permanenci. Měl lví podíl na výhře Plzně 2:1 nad vysoce favorizovaným soupeřem, přestože kompletní soutěžní zápas nechytal rok a půl. Chytal i v prvním utkání osmifinále Evropské ligy 13. března 2014 proti Olympique Lyon, kde také čelil častým útokům soupeře, tentokrát inkasoval čtyřikrát a Plzeň prohrála 1:4.

#### Sezona 2014/15
V létě 2014 prodloužil s mužstvem smlouvu do konce ročníku 2016/17. V sezoně zasáhl do jednoho zápasu, ve 3. kole na půdě SK Dynamo České Budějovice vychytal čisté konto a jeho spoluhráči dali čtyři branky. Dvě kola před koncem ročníku 2014/15 získal s mužstvem mistrovský titul. Byl v sezóně brankářskou dvojkou za Matúšem Kozáčikem.

#### Sezona 2015/16
S Viktorkou se představil v základní skupině Evropské ligy UEFA, kde bylo mužstvo nalosováno do skupiny E společně s FK Dinamo Minsk (Bělorusko), Villarreal CF (Španělsko) a Rapid Vídeň (Rakousko). V konfrontaci s těmito týmy Západočeši získali čtyři body, skončili na třetím místě a do jarní vyřazovací části nepostoupili. Za Plzeň v základní skupině Evropské ligy odchytal dvě utkání, nastoupil v odvetách proti Dinamu Minsk a Villarrealu. V ročníku 2015/16 získal tři kola před konce sezony s Viktorkou mistrovský titul, klub dokázal ligové prvenství poprvé v historii obhájit.

#### Sezóna 2016/17
Před ročníkem 2016/17 prodloužil s klubem smlouvu do léta 2019.
S Plzní se představil ve skupinové fázi Evropské ligy UEFA, kde byla Viktorka nalosována do základní skupiny E společně s AS Řím (Itálie), Austria Vídeň (Rakousko) a FC Astra Giurgiu (Rumunsko). V 1. kole skupinové fáze EL se Viktoria střetla 15. 9. 2016 na domácí půdě s AS Řím (remíza 1:1). Bolek nastoupil v bráně namísto Matúše Kozáčika, který si na předzápasovém tréninku poranil záda. V dalších střetnutích zůstal Bolek pouze na lavičce náhradníků. Viktoria skončila v základní skupině na třetím místě.

#### Sezóna 2017/18
V sezóně 2017/18 odchytal obě utkání třetího předkola Ligy mistrů UEFA 2017/18 proti rumunskému klubu FCSB (nový název FC Steaua București), venku remíza 2:2 a doma porážka 1:4.

### FK Baník Sokolov (hostování)
V září 2017 byl po slabších výkonech a disciplinárnímu prohřešku (řízení automobilu pod vlivem alkoholu) odeslán na hostování do klubu FK Baník Sokolov.

## Klubové statistiky
Aktuální k 3. září 2016
| Sezona  | Klub                          | Soutěž         | Zápasy | Góly |
| ------- | ----------------------------- | -------------- | ------ | ---- |
| 2002/03 | FC Baník Ostrava              | Gambrinus liga | 0      | 0    |
| 2003/04 | FC Slovan Liberec             | Gambrinus liga | 0      | 0    |
| 2004/05 | FC Slovan Liberec             | Gambrinus liga | 0      | 0    |
| 2005/06 | FC Hlučín (host.)             | 2. liga        | 12     | 0    |
| 2006/07 | FC Slovan Liberec             | Gambrinus liga | 0      | 0    |
| 2007/08 | 1. FC Slovácko (host.)        | 2. liga        | 18     | 0    |
| 2008/09 | FC ViOn Zlaté Moravce (host.) | Corgoň liga    | 33     | 0    |
| 2009/10 | Kasımpaşa SK                  | Süper Lig      | 0      | 0    |
| 2009/10 | FK Senica                     | Corgoň liga    | 10     | 0    |
| 2010/11 | FK Senica                     | Corgoň liga    | 33     | 0    |
| 2011/12 | FK Senica                     | Corgoň liga    | 27     | 0    |
| 2012/13 | FC Viktoria Plzeň             | Gambrinus liga | 3      | 0    |
| 2013/14 | FC Viktoria Plzeň             | Gambrinus liga | 4      | 0    |
| 2014/15 | FC Viktoria Plzeň             | Synot liga     | 1      | 0    |
| 2015/16 | FC Viktoria Plzeň             | Synot liga     | 3      | 0    |

## Reprezentační kariéra
Petr Bolek působil v českých reprezentačních výběrech v kategoriích od 15 let. Postupně hrál za mládežnické týmy do 15, 16, 18 a 19 let.